# Sarah Thomas (officielle, football américain)
Cet article concerne l'officielle de football américain. Pour la joueuse de hockey sur gazon, voir Sarah Thomas. Pour la nageuse, voir Sarah Thomas (nageuse).
Sarah Thomas (née Bailey le 21 septembre 1973 à Pascagoula aux États-Unis) est une officielle du football américain. Depuis 2015, elle travaille pour la National Football League (NFL), et est une des premières femmes dans le corps arbitral de la National Football League (NFL) (la ligue professionnelle de football américain).

## Biographie
Sarah Thomas est née Bailey le 21 septembre 1973 à Pascagoula, dans le Mississippi. Elle fréquente le lycée de Pascagoula, où elle est cinq fois championne de softball. Elle poursuit ses études à l'université de Mobile et devient «Academic All-America (en)». Au cours de ses trois saisons dans l'équipe de basket-ball de l'université, Thomas marque 779 points, obtient 441 rebonds, effectue 108 passes décisives et 192 interceptions.
Avant de devenir arbitre, elle travaille comme représentante pharmaceutique.
Elle commence à exercer ponctuellement comme arbitre dans le football américain en 1999. Remarquée, elle est la première femme à officier lors d'un match de football américain universitaire important, en 2007, entre Memphis et Jacksonville State. En 2011, elle est la première femme à officier dans un stade du Big Ten en exerçant comme juge de ligne lorsque Northwestern accueille Rice.
Le 8 avril 2015, Sarah Thomas est engagée comme arbitre à plein temps dans des matchs de Bowl, et devient la première femme officielle  de l'histoire de la NFL,,. En 2019, elle est la première à exercer lors d'un match de playoffs. Dans la nuit du 7 au 8 février 2021, elle est la première femme à arbitrer un Super Bowl, à Tampa en Floride,,.